# Crocodile Dundee – en storviltjägare i New York
Crocodile Dundee – en storviltjägare i New York (engelska: Crocodile Dundee) är en australisk-amerikansk actionkomedi från 1986 i regi av Peter Faiman. I huvudrollerna ses Paul Hogan och Linda Kozlowski. Filmen har fått två uppföljare: Crocodile Dundee II (1988) och Crocodile Dundee i Los Angeles (2001).

## Handling
Sue Charlton (Linda Kozlowski) som jobbar på tidningen Newsday i New York får i uppdrag att åka och intervjua en man i Australiens vildmark ("bushen") som sägs blivit attackerad av en krokodil – och fått sitt ena ben avbitet. När hon väl träffar denne man, i den lilla byn "Walkabout Creak", visar det sig att det bara var ett litet bett med en skråma han fått. Mannen, Michael J. "Mick" "Crocodile" Dundee (Paul Hogan), tar med Sue på en vandring där i hans hemtrakt några dagar för att Sue vill se var han blev attackerad. Mick Dundee är uppväxt i en aboriginstam, och är traktens skickligaste och mäktigaste jägare.
När Sue sedan ska återvända hem till New York har hon hunnit få vissa känslor för Mick och vill att han ska följa med henne, vilket han också gör. Dessvärre har Sue redan en relation hemma i New York, med Richard Mason (Mark Blum) – en karl som Mick börjar ogilla, men Mick har dock fullt upp med att försöka bekanta sig med storstadslivet och bryr sig därmed inte alltför mycket. Han försöker leva upp med storstadsrutinerna, och även i hotellrummet, eftersom han aldrig har befunnit sig i en stad förut; en av detaljerna är att försöka komma på hur man använder en bidé. 
När Richard friar till Sue på en "välkommen hem"-middag" blir Mick däremot ledsen, och bestämmer sig för att ge sig ut på en "Walkabout" (upptäcktsfärd) i USA. När Mick hunnit till den folktäta tunnelbanehållplatsen kommer Sue rusande och säger att hon brutit förlovningen och att hon älskar Mick – genom att signalera och meddela honom, via ett flertal personer, för att Mick ska höra.

## Om filmen
Filmen och framförallt Paul Hogans rollfigur är inspirerad av den australiska boskapsuppfödaren och buffeljägaren Rod Ansells liv. 
Filmen hade en budget på under 10 miljoner dollar och är inspelad i New York samt i australisk outback.

## Rollista i urval
- Paul Hogan – Michael J. ("Mick") "Crocodile" Dundee
- Linda Kozlowski – Sue Charlton
- John Meillon – Walter "Wally" Reilly
- David Gulpilil – Neville Bell
- Mark Blum – Richard Mason
- Michael Lombard – Sam Charlton
- Reginald VelJohnson – Gus
- Terry Gill – Duffy
- Steve Rackman – Donk
- Gerry Skilton – Nugget
- David Bracks - Burt (kängurujägare)
- Peter Turnbull – Trevor
- Rik Colitti - Danny
- Christine Totos – Rosita
- Graham Walker – Angelo
- Caitlin Clarke – Simone
- Nancy Mette - Karla
- John Snyder - hallick
- Anne Carlisle - Gwendoline
- Anne Francine - Fran
- Paige Matthews - tjej på fest
- Paul Greco - New York-bo